# Забайкалец (платформа)
Забайкалец — остановочная платформа Сахалинского региона Дальневосточной железной дороги. Названа по одноимённому селу.

## Деятельность
На платформе с 25 ноября 2012 года останавливается пассажирский поезд № 601/602 сообщением Южно-Сахалинск — Тымовск.
Пригородное сообщение представлено 1 парой летних пригородных поездов Поронайск — Победино, состоящей из четырёх сидячих вагонов.